# Багатозуба змія звичайна
Багатозуба змія звичайна (Sibynophis collaris) — неотруйна змія з роду Багатозуба змія родини Вужеві. Інша назва «нашийникова багатозуба змія».

## Опис
Загальна довжина сягає 70—74 см. Голова невелика, витягнута з 10 верхньогубними щитками, з яких 4—6 дотягуються до орбіт, а 8 найбільший. Тулуб стрункий. Хвіст невеликий. Має від 25 до 56 сплощених верхньощелепних зубів, які всі разом утворюють своїми закругленими вершинами суцільний ріжучий рядок. Головна ж особливість цих зубів полягає в тому, що вони містяться на гнучкій поєднаній тканинній основі, завдяки чому здатні згинатися при схоплюванні твердої здобичі. Разом з тим численні гнучкі, так звані «шарнірні», зуби допомагають змії дуже швидко поїдати здобич, яка без перерви заковтується відразу ж при схоплюванні.
Забарвлення світло-коричневе, голова майже чорна. Присутній темно-коричневий «нашийник», звідси інша назва цієї змії.

## Спосіб життя
Полюбляє лісову місцину, чагарники. Дуже моторна та швидка змія, здатна у лічені секунди сховатися у лісовій підстилці. Харчується сцинковими ящірками, жабами, дрібними гризунами.
Це яйцекладна змія.

## Розповсюдження
Мешкає у Непалі, на північному сході Індії, в М'янмі, Таїланді, В'єтнамі, Лаосі, Тайвані, у Тибеті й Юньнані (Китай). Інколи зустрічається у Камбоджі.